# بالومار 1
بالومار 1 هي مجرة تتبع كوكبة الملتهب. اكتشفها جورج أوغدن آبيل في 1954.

## روابط خارجية
- بالومار 1 على موقع ويكي سكاي: DSS2, SDSS, GALEX, IRAS, Hydrogen α, X-Ray, Astrophoto, Sky Map, Articles and images